# نیال تویبین
نیال تویبین (به انگلیسی: Niall Tóibín) (زاده ۲۱ نوامبر ۱۹۲۹) بازیگر ایرلندی بود.
از فیلم‌های معروف او می‌توان به بازی در فیلم دور و دورتر اشاره کرد.